# Rothmans International

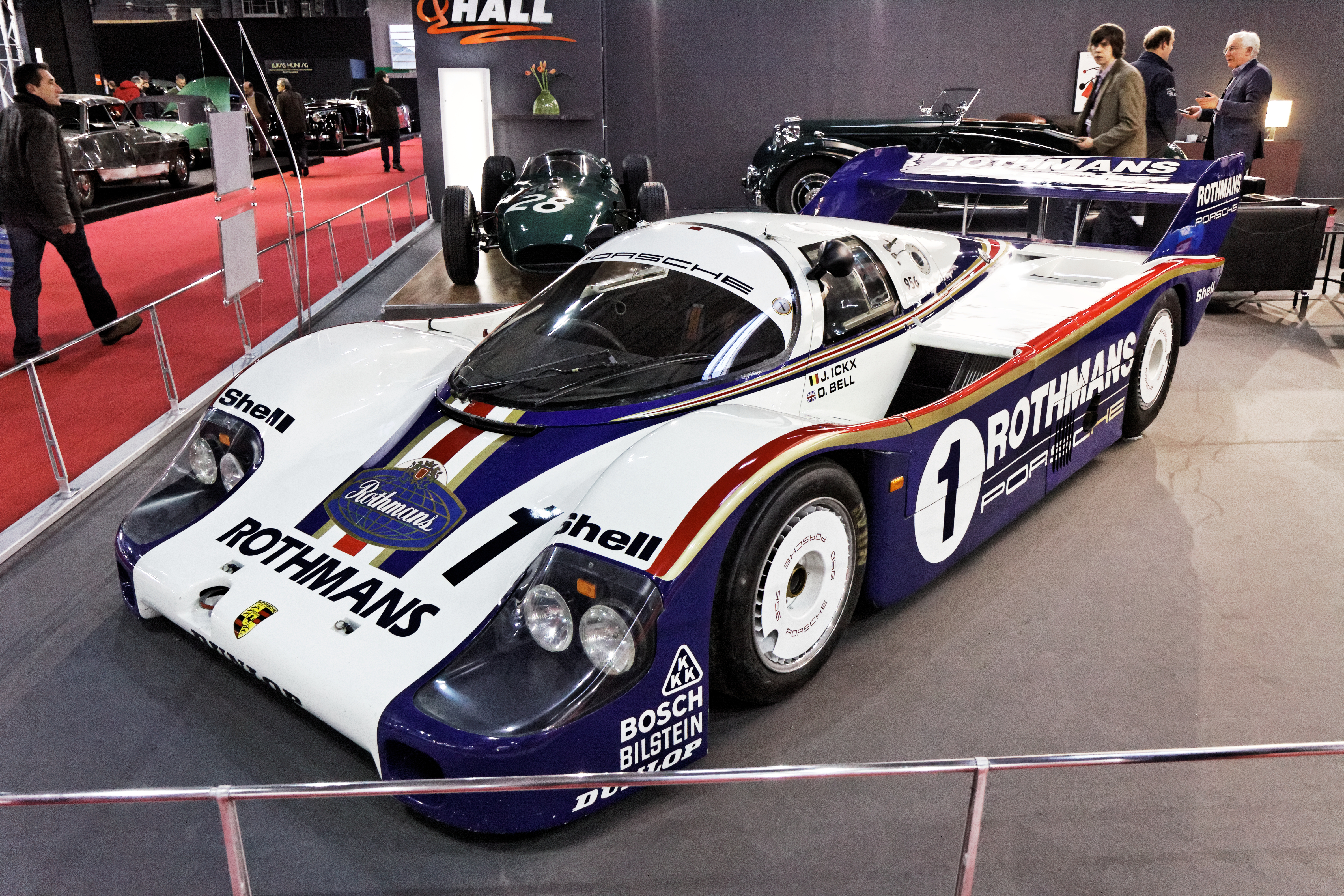
Porsche 956 del Campeonato Mundial de Sport Prototipos, con el auspicio principal de Rothmans.

Rothmans International fue la única compañía tabacalera del Reino Unido, propietaria del 60% de la sociedad Rothmans Benson & Hedges Inc, participada en el 40% restante por Philip Morris. Gran parte de su fama se debe a los deportes de motor.

## Cultura Popular
- La canción Rothamns de la artista argentina Blair es una referencia directa a esta marca de cigarrillos.